# Lista över stora tjejer i vattenskidåkning
Lista över åkare som fått utmärkelsen stor flicka/tjej i vattenskidåkning.

## Stora flickor ivattenskidåkning
- Anita Carlman 1978
- Helena Kjellander 1983
- Åsa Wäppling 1987
- Ingela Fundin 1987
- Ulrika Fimmerstad 2001
- Caroline Jansson 2003
- Lisa Francke 2022